# Windhaag bei Perg
Windhaag bei Perg est une commune autrichienne du district de Perg en Haute-Autriche.